# Hadestown (musical)
Hadestown è un musical con colonna sonora e libretto di Anaïs Mitchell. Basato sul quarto album della Mitchell, il musical racconta in chiave indie punk il mito di Orfeo ed Euridice, in un'ambientazione post-apocalittica vagamente ispirata alla Grande depressione. Il musical debuttò nell'Off-Broadway nel 2016 con la regia di Rachel Chavkin e, dopo numerose revisioni e cambiamenti, nuove produzioni sono andate in scena ad Edmonton (2017), Londra (2018) e Broadway (2019). Al suo debutto a Broadway ha vinto il Tony Award al miglior musical.

## Trama

### Atto I
In un periodo post-apocalittico di grande povertà, il dio Ermes, il narratore, introduce i protagonisti: il musicista squattrinato Orfeo, la bella Euridice, Persefone, Ade e le Moire ("Road to Hell"). Euridice e le Moire descrivono come vivono in un mondo in cui non esistono più la primavera e l'autunno, ma solo estati brucianti e inverni tempestosi e gelidi, e per questo si è costretti a spostarsi in continuazione e non si possono creare relazioni, ma nonostante ciò Euridice sogna di fermarsi e vivere una vita stabile. Orfeo invece vive sotto la protezione di Ermes dopo che sua madre, una musa, l'ha abbandonato ("Any Way the Wind Blows").
Euridice arriva al villaggio di Orfeo e lui si innamora all'istante di lei e le chiede di sposarlo, Euridice però è diffidente, allora lui le rivela il suo piano di scrivere una canzone per riportare la primavera e la stabilità nel mondo ("Come Home With Me I"). Euridice è ancora un po' dubbiosa e gli chiede come faranno ad organizzare il matrimonio quando vivono tutti e due in povertà, Orfeo le risponde che con la sua musica riuscirà a convincere la natura ad aiutarli, allora lei lo spinge a cantare la sua canzone, nonostante non sia ancora finita, e rimane incantata quando Orfeo, cantandola, riesce a far sbocciare un fiore rosso ("Wedding Song"). In seguito Ermes chiede a Orfeo dove avesse sentito quella canzone e lo invita a cantare la storia di Persefone e Ade, facendogli scoprire che era la stessa canzone che gli dei cantavano quando il mondo era in armonia, molti anni prima ("Epic I").
Dopo un po' di tempo, in ritardo per la primavera, arriva Persefone a godersi la bella stagione e invitando gli abitanti a vivere con quello che si riceve dalla vita, mentre Orfeo brinda al mondo che sogna e alle speranze di un futuro migliore ("Livin' It Up On Top"). Dopo i festeggiamenti, Euridice riflette sul suo amore per Orfeo e come non voglia più tornare ad essere sola, e i due si promettono di stare sempre insieme attraverso tutte le difficoltà ("All I've Ever Known").
Nonostante non siano ancora passati sei mesi presto arriva un treno Ade, per riportare Persefone a Hadestown, e tutti cantano come Ade sia un uomo molto ricco che ha tutto, ma Hadestown sia un posto terribile in cui le persone vanno piene di sogni ma non tornano più, nonostante ciò Euridice è incuriosita ("Way Down Hadestown").
Con il ritorno di Persefone nella fabbrica sotterranea di Ade, l'inverno ritorna sulla terra e per gli sposini la vita diventa sempre più dura ("A Gathering Storm"). Mentre l'inverno va avanti, Orfeo continua a scrivere musica mentre Euridice lo spinge a trovare un lavoro per mantenersi ("Epic II"). Intanto, nell'oltretomba, i lavoratori lavorano come schiavi e Persefone si lamenta con Ade, che la accusa di non apprezzare tutte le cose che lui fa per lei ("Chant I"). Ade lascia il suo regno sotterraneo, Hadestown, per cercare qualcuno che apprezzi il suo lavoro. Si imbatte in Euridice e la tenta con le promesse di lavoro e sicurezza ("Hey Little Songbird"). Sfinita dalla povertà, dalla fame e incoraggiata dalle Moire, la ragazza accetta ("When The Chips Are Dow"). Mentre se ne va parla ad Orfeo, dicendogli che nonostante lo ami non riesca più a sopportare la fame, mentre poi le Moire si rivolgono al pubblico dicendo di non giudicarla per le sue azioni senza aver provato le stesse cose e di come sia difficile avere principii quando si è in povertà ("Gone, I'm Gone").
Intanto, Orfeo cerca Euridice ed Ermes gli annuncia che la donna ha lasciato la terra per Hadestown. Sconfortato, Orfeo decide di seguirla ed Ermes gli indica una strada alternativa e grazie alla sua musica riesce ad arrivare a destinazione ("Wait For Me"). Intanto a Hadestown, i lavoratori cantano come lavorare sul muro li renda liberi e li protegga dalla povertà ed Euridice viene portata nell'ufficio di Ade per firmare il contratto e iniziare a costruire anche lei il muro ("Why Do We Build The Wall").

### Atto II
Dopo aver firmato un contratto, Euridice realizza di non poter uscire da Hadestown a meno che Ade non scelga di lasciarla andare; resasi conto dell'inganno, lei rimpiange la decisione ma sa di non poter fare nulla per cambiare. Orfeo arriva e supplica Euridice di tornare da lui, ma la donna gli confessa di non poter lasciare Hadestown. Ade irrompe in scena e fa inseguire Orfeo, a cui le Moire consigliano di lasciar perdere, ma Persefone ascolta il dolore di Orfeo e chiede al marito di lasciare andare Euridice. Ade decide di dare ad Orfeo una possibilità e gli ordina di esprimere i suoi sentimenti in musica.
Orfeo canta la canzone che stava scrivendo per Euridice: la musica ricorda ad Ade del suo amore per Persefone e si commuove, ponendolo quindi in una posizione delicata, perché se lasciasse andare Euridice minerebbe la sua autorità, ma se non lo facesse verrebbe meno alla parola data. Così, decide di lasciare il tutto nelle mani di Orfeo: Ade lascia andare Euridice alla condizione che il cantante non si volti mai per controllare che la ragazza lo stia seguendo. Orfeo fa come gli è stato ordinato ma, a pochi passi dalla fine, si volta e perde Euridice per sempre. Anche se la loro storia finisce tragicamente, Ermes ricorda che il ruolo dell'artista è quello di cantare dei limiti umani, raccontando in eterno la stessa storia nella speranza che questa volta possa finire diversamente.

## Numeri musicali

### New York Theatre Workshop (2016)
Atto I
- "Any Way the Wind Blows"† – Le Moire
- "Road to Hell I"‡ – Erme, Company
- "Come Home With Me"†‡ – Orpheus, Eurydice
- "Wedding Song"† – Eurydice, Orpheus
- "Epic I"†‡ – Orpheus, Company
- "Living It Up On Top"‡ – Persephone, Orpheus, Hermes, Company
- "All I've Ever Known"‡ – Eurydice, Orpheus
- "Way Down Hadestown" – Hermes, Persephone, Orpheus, Eurydice, Moire, Hades
- "Epic II" – Orpheus
- "Chant"‡ – Orpheus, Persephone, Hades, Eurydice, Company
- "Hey, Little Songbird" – Hades, Eurydice
- "When the Chips are Down" – Moire, Eurydice
- "Gone, I'm Gone" – Eurydice, Moire
- "Wait For Me" – Orpheus, Hermes, Company
- "Why We Build the Wall" – Hades, Company

Atto II
- "Our Lady of the Underground" – Persephone, Company
- "Way Down Hadestown II"‡ – Hermes, Eurydice, Moire
- "Flowers"† – Eurydice
- "Come Home With Me II"†‡ – Orpheus, Eurydice, Moire
- "Papers"† – Hades, Hermes, Orpheus
- "Nothing Changes"† – Moire
- "If It's True"† – Orpheus, Hermes
- "How Long?"† – Persephone, Hades
- "Chant II"‡ – Hermes, Orpheus, Hades, Persephone, Eurydice, Moire
- "Epic III" – Orpheus, Hades, Company
- "Lover's Desire"† – Instrumental
- "Word to the Wise"‡ – Moire
- "His Kiss, The Riot" – Hades
- "Promises"‡ – Orpheus, Eurydice
- "Wait For Me II"‡ – Hermes, Persephone, Hades, Eurydice, Moire
- "Doubt Comes In" – The Fates, Orpheus, Eurydice
- "Road to Hell II"‡ – Hermes
- "I Raise My Cup"† – Persephone

†Non incluso nell'incisione discografica
‡ Non incluso nell'album della Mitchell

### Citadel Theatre, Edmonton (2017)
Atto I
- "Road to Hell I" – Hermes, Company
- "Any Way the Wind Blows" – Moiure
- "Come Home With Me I" – Orpheus, Eurydice
- "Wedding Song" – Eurydice, Orpheus
- "Living It Up On Top" – Persephone, Orpheus, Hermes, Company
- "All I've Ever Known" – Eurydice, Orpheus
- "Way Down Hadestown I" – Hermes, Persephone, Orpheus, Eurydice, Moire, Hades
- "Wind Theme" – Hermes, Moire
- "Epic I" – Orpheus
- "Chant I" – Orpheus, Persephone, Hades, Eurydice, Company
- "Hey, Little Songbird" – Hades, Eurydice
- "When the Chips are Down" – Moire, Eurydice
- "Gone, I'm Gone" – Eurydice, Moire
- "Wait For Me" – Orpheus, Hermes, Company
- "Why We Build the Wall" – Hades, Company

Atto II
- "Our Lady of the Underground" – Persephone, Company
- "Way Down Hadestown II" – Hermes, Eurydice, Moire
- "Flowers" – Eurydice
- "Come Home With Me II" – Orpheus, Eurydice, Moire
- "Papers" – Hades, Hermes, Orpheus
- "Nothing Changes" –Moire
- "If It's True" – Orpheus, Hermes
- "How Long?" – Persephone, Hades
- "Chant II" – Hermes, Orpheus, Hades, Persephone, Eurydice, Company
- "Epic II" – Orpheus, Hades, Company
- "Lover's Desire" – Orchestra
- "Promises" – Orpheus, Eurydice
- "Word to the Wise" – Moire
- "His Kiss, The Riot" – Hades
- "Wait For Me II" – Hermes, Persephone, Hades, Eurydice, Company
- "Doubt Comes In" – Moire, Orpheus, Eurydice
- "Road to Hell II" – Hermes
- "Curtain Call: I Raise My Cup" – Persephone

### Londra e Broadway (2018-2019)
Atto I
- "Road to Hell" – Hermes, Company
- "Any Way the Wind Blows" – Hermes, Moire, Eurydice, Orpheus
- "Come Home With Me" – Orpheus, Eurydice, Company
- "Wedding Song" – Eurydice, Orpheus, Company
- "Epic I" – Hermes, Orpheus
- "Living It Up On Top" – Hermes, Persephone, Orpheus, Company
- "All I've Ever Known Intro" – Hermes
- "All I've Ever Known" – Eurydice, Orpheus
- "Way Down Hadestown" – Hermes, Persephone, Moire, Company
- "Wind Theme" – Hermes, Eurydice, Orpheus, Moire
- "Epic II" – Orpheus
- "Chant" – Persephone, Hades, Eurydice, Orpheus, Company
- "Hey, Little Songbird" – Hades, Eurydice
- "When The Chips Are Down" – Moire, Eurydice
- "Gone, I'm Gone" – Eurydice, Moire
- "Wait For Me Intro" – Hermes, Orpheus
- "Wait For Me" – Hermes, Orpheus, Company
- "Why We Build the Wall" – Hades, Eurydice, Company

Atto II
- "Our Lady of the Underground" – Persephone, Company
- "Way Down Hadestown II" – Moire, Eurydice, Hermes, Company
- "Flowers" – Eurydice
- "Come Home With Me II" – Orpheus, Eurydice
- "Papers" – Hades, Hermes, Orpheus, Instrumental
- "Nothing Changes" – Moire
- "If It's True" – Orpheus, Hermes, Company
- "How Long" – Persephone, Hades
- "Chant II" – Hermes, Hades, Orpheus, Persephone, Eurydice, Company
- "Epic III" – Orpheus, Company
- "Lover's Desire" – Orchestra
- "Promises" – Eurydice, Orpheus
- "Word to the Wise" – Moire
- "His Kiss, The Riot" – Hades
- "Wait For Me II Intro" – Hermes, Orpheus, Eurydice
- "Wait For Me II" – Company
- "Doubt Comes In" – Moire, Orpheus, Eurydice, Company
- "Road to Hell II" – Hermes, Company
- "I Raise My Cup" – Persephone, Company

## Produzioni

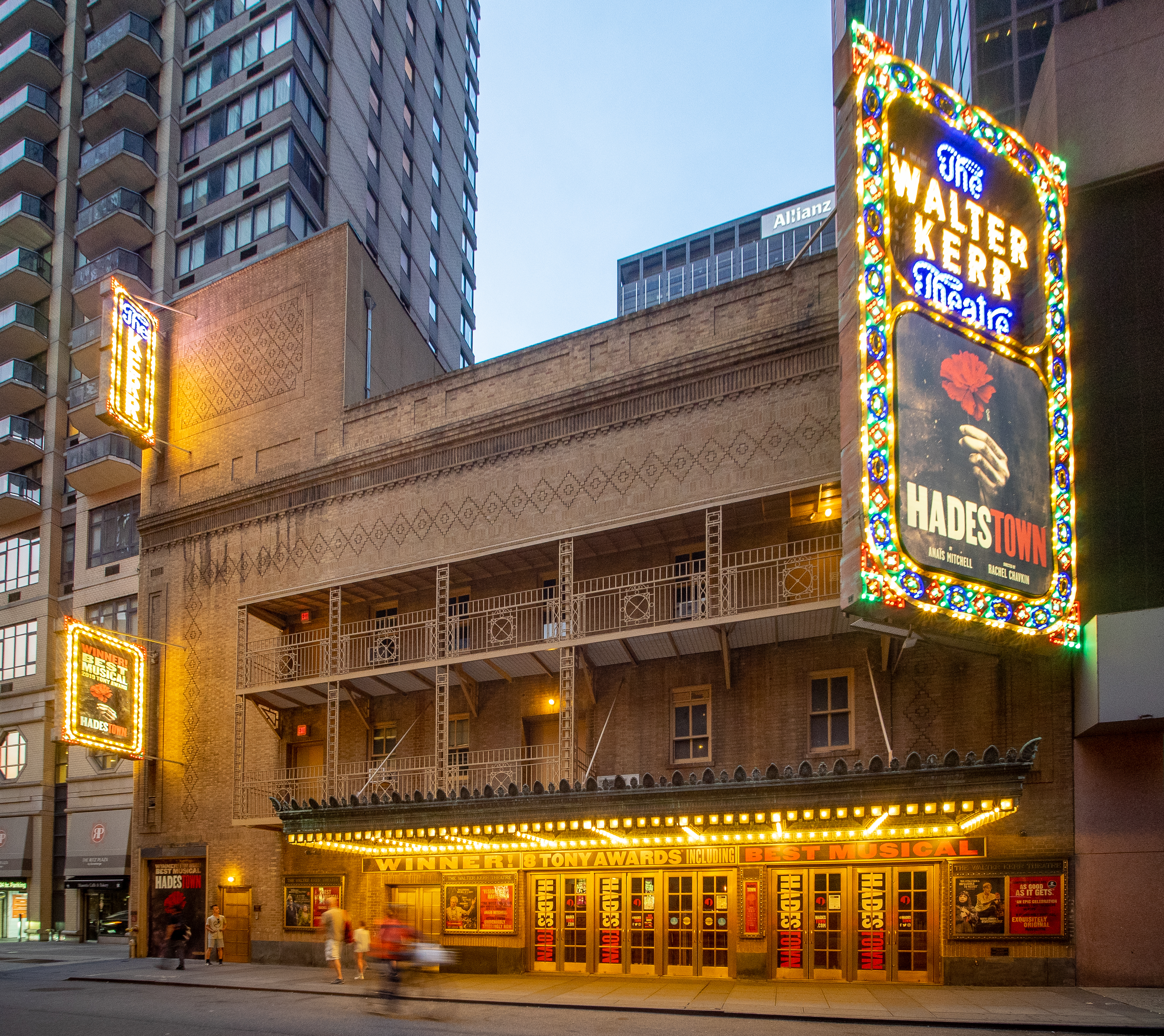
Hadestown al Walter Kerr Theatre di Broadway

La prima incarnazione del musical avvenne tra il 2005 e 2006 nel Vermont, lo stato natio della Mitchell, sotto forma di concerto. Dopo la pubblicazione dell'album nel 2010, l'artista continuò a lavorare sul suo progetto; nel 2012, dopo aver visto una produzione di Natasha, Pierre & The Great Comet of 1812, Anaïs Mitchell contattò la regista del musical, Rachel Chavkin, con cui continuò a lavorare sul musical. La Mitchell aggiunse 15 nuove canzoni all'album originale e scrisse anche i dialoghi, per colmare i vuoti della narrazione e rendere i personaggi più tridimensionali e complessi.
La prima del musical avvenne al New York Theatre Workshop nell'Off Broadway il 3 maggio 2016 ed Hadestown rimase in scena fino al 31 luglio. Il cast comprendeva Damon Daunno (Orfeo), Nabiyah Be (Euridice), Amber Gray (Persefone), Patrick Page (Ade), Chris Sullivan (Ermes) e Lulu Fall, Jesse Shelton e Shaina Taub (More). Il musical fu candidato all'Outer Critics Circle Award e al Drama Desk Award al miglior musical.
Dall'11 novembre al 3 dicembre 2016 Rachel Chavkin diresse un nuovo allestimento del musical, al Citadel Theatre di Edmonton. Amber Gray e Patrick Page tornarono a interpretare le divinità infernali, mentre T.V. Carpio ricopriva la parte di Euridice, Reeve Carney quello di Orfeo e Kingsley Leggs vestiva i panni di Ermes.
La prima europea del musical, sempre con la regia di Chavkin, avvenne al Royal National Theatre il 2 novembre 2018 ed Hadestown rimase in cartellone fino al 26 gennaio 2019. Carney, Page e Gray tornarono ad interpretare i rispettivi ruoli, mentre Eva Noblezada si unì al cast nel ruolo di Euridice ed André De Shields in quello di Ermes. Nella primavera del 2019 il musical debutta a Broadway con il cast del National Theatre. Hadestown fu accolto molto positivamente dalla critica newyorchese ed è stato candidato a quattordici Tony Award, vincendone otto: Miglior musical, Miglior colonna sonora originale (Mitchell), Miglior regia di un musical (Chavkin), Miglior attore non protagonista (De Shields), Miglior scenografia (Rachel Hauck), Miglior disegno luci (Bradley King), Miglior sound design (Nevin Steinberg & Jessica Paz) e Migliori orchestrazioni (Michael Chorney & Todd Sickafoose).